# Прича о два града
Прича о два града (енгл. A Tale of Two Cities) роман је британског књижевника Чарлса Дикенса оригинално објављен 1859. године, познат као једно од његових најпопуларнијих и најутицајнијих дела, односно једна од најпопуларнијих и најбоље продаваних књига у историји.
Оригинално је објављен у наставцима и састоји се од три дела, радњом смештених у период пре и на самом почетку Француске револуције, а протагонисти су били ликови с обе стране Ламанша, чије су различите националности и друштвени статус давали изузетно широку перспективу тих збивања. Дикенс је свој роман великим делом темељио на популарној историјској књизи Француска револуција:Историја Томаса Карлајла, али је инспирација, такође, пронађена и у савременој Енглеској, пре свега у животу тамошњих нижих класа. Роман се посебно истицао приказивањем друштвених разлика, односно угњетавања сиромашних нижих класа од стране аристократије у предреволуционарној Француској, али и бруталног хаотичног насиља до којег је дошло за време Револуције и које је кулминирало у револуционарном Терору. Дикенсово дело, које ће у англофоном свету постати најпопуларнији и најчешће цитиран приказ Француске револуције, често се тумачило као својеврсно упозорење његовим савременицима, пре свега припадницима виших британских класа, да не понављају погрешке француских аристократа и не дозволе да се икада више понове тако крвави и трагични догађаји. 